# Schlossstraße 23 (Korschenbroich)

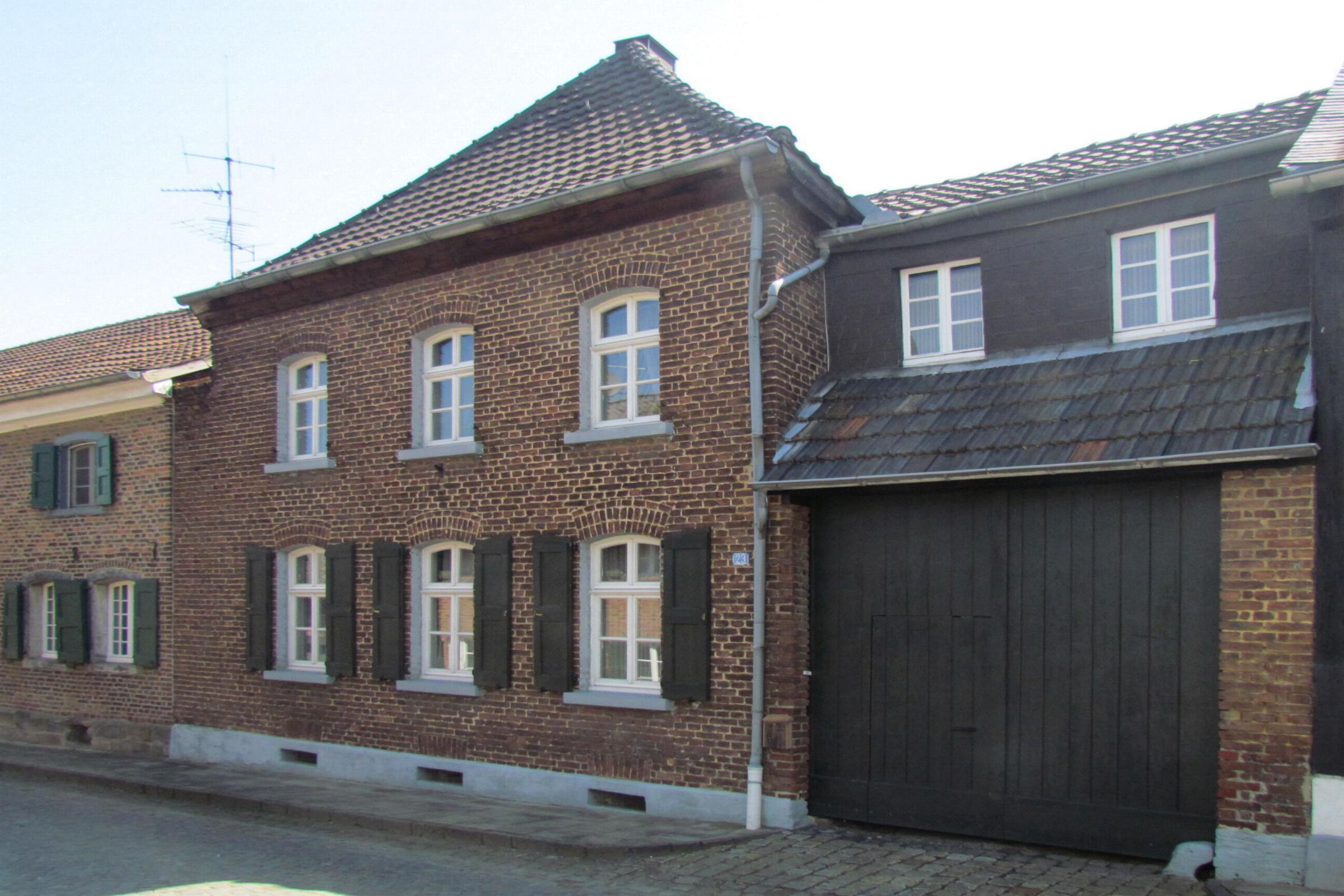
Backsteinhofanlage

Die Backsteinhofanlage Schlossstraße 23 steht im Stadtteil Liedberg in Korschenbroich im Rhein-Kreis Neuss in Nordrhein-Westfalen.
Das Haus wurde im 19. Jahrhundert erbaut und unter Nr. 131 am 9. Juni 1987 in die Liste der Baudenkmäler in Korschenbroich eingetragen.

## Architektur
Bei dem Denkmal handelt es sich um eine zweigeschossige Backsteinhofanlage in drei Achsen aus dem 19. Jahrhundert. Rechts vom Hauptgebäude befindet sich eine große Toreinfahrt zum Innenhof. Das Fachwerk im Innenhof ist heute verputzt. Das Gebäude „Schlossstraße 23“ stellt als Bestandteil des denkmalwerten Ensembles des alten historischen Marktes ein Denkmal dar. Liedberg und insbesondere auch der noch vorhandene Markt haben für die Stadtgeschichte von Korschenbroich heimatgeschichtliche Bedeutung.